# Ріхтенберг
Ріхтенберг (нім. Richtenberg) — місто в Німеччині, розташоване в землі Мекленбург-Передня Померанія. Входить до складу району Передня Померанія-Рюген. Складова частина об'єднання громад Францбург-Ріхтенберг.
Площа — 15,63 км2. Населення становить 1331 ос. (станом на 31 грудня 2020).

## Галерея

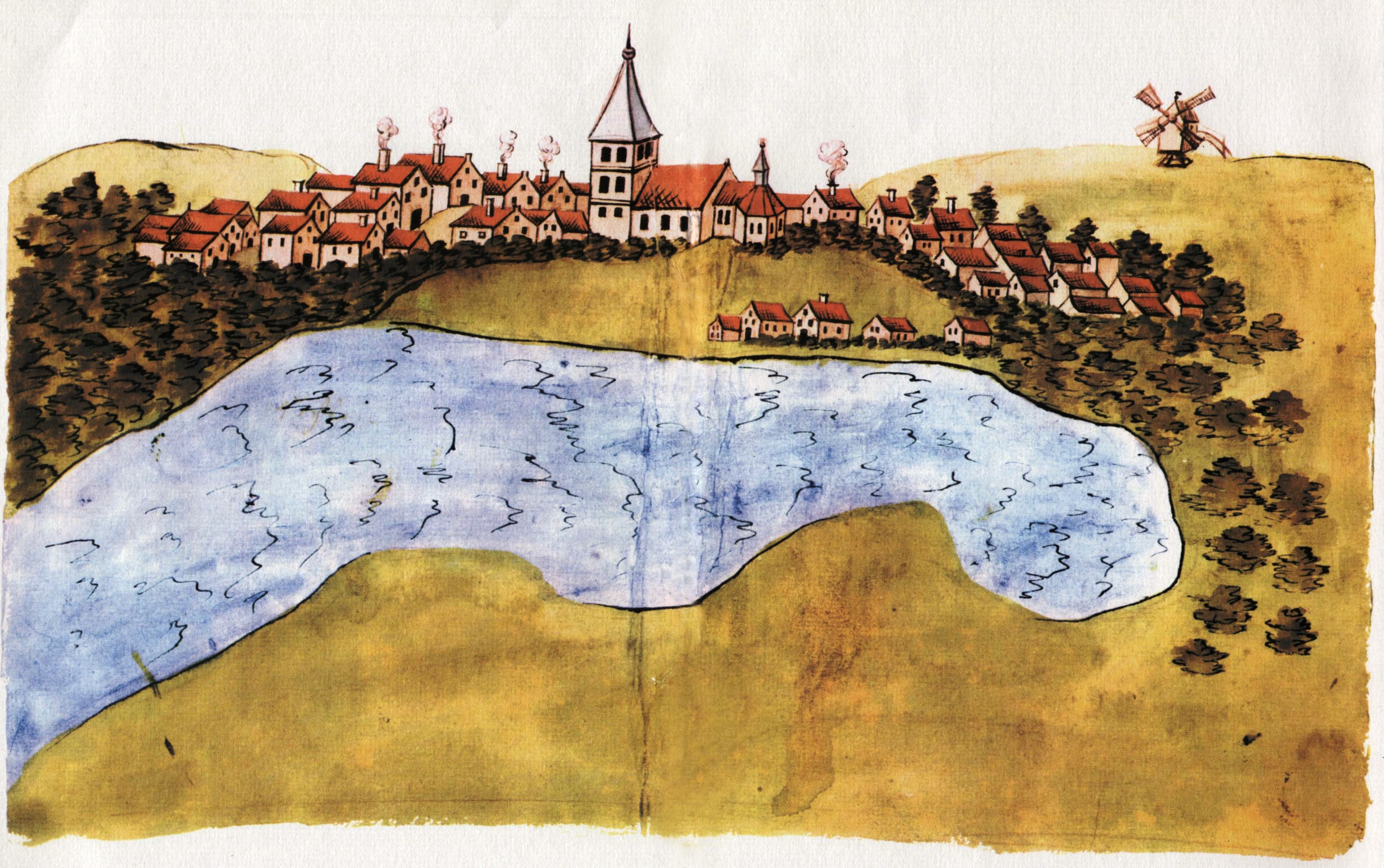
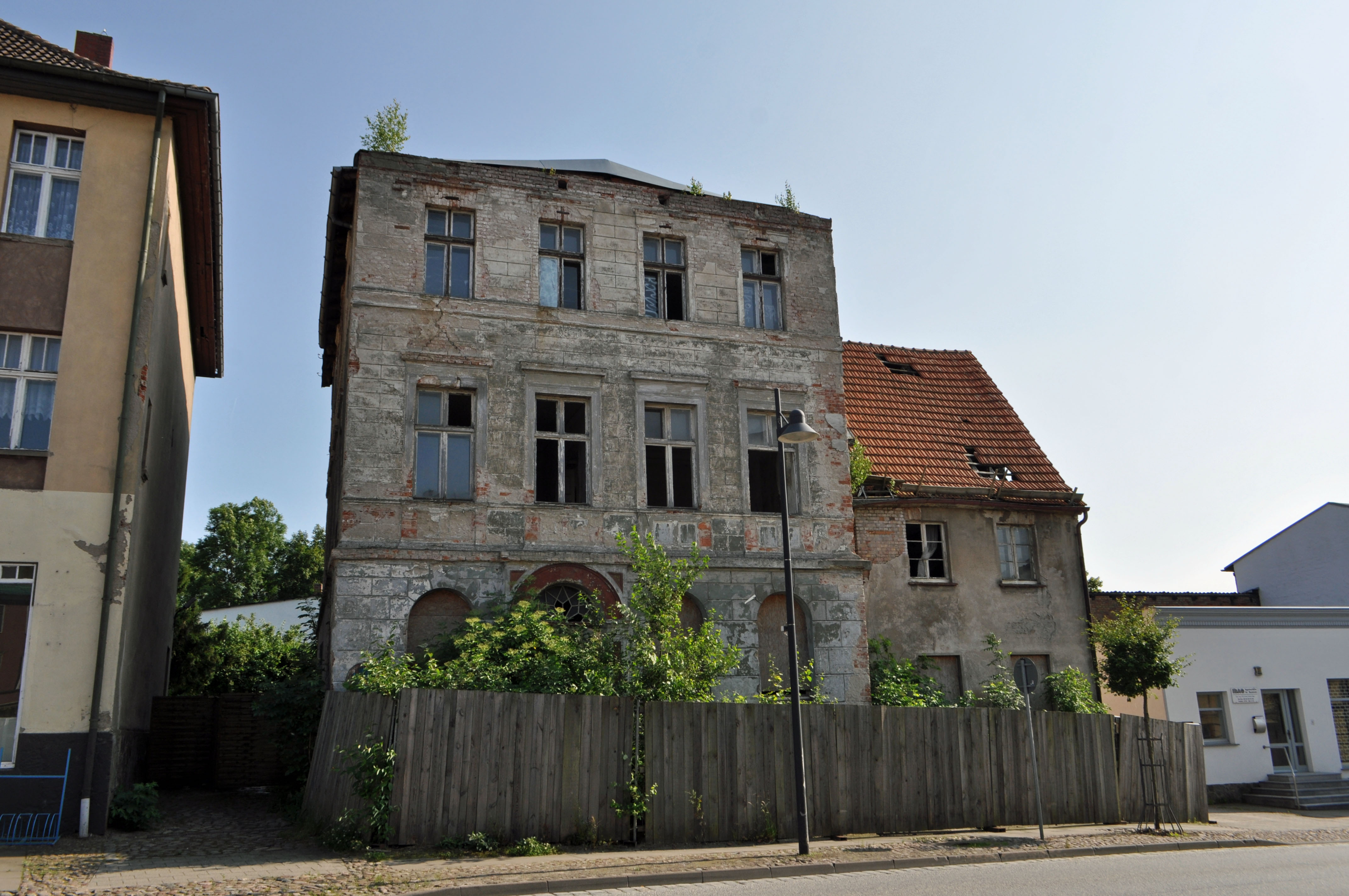
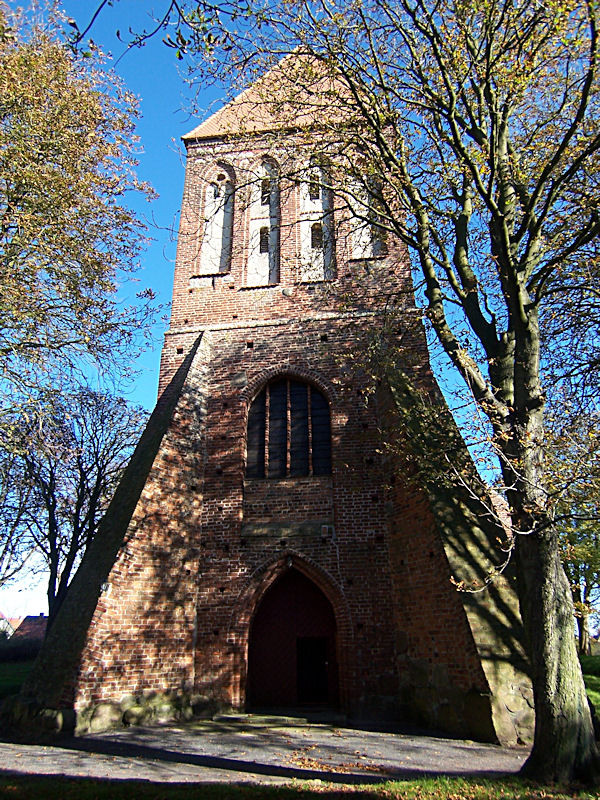